# Sterrhochaeta chaea
Sterrhochaeta chaea là một loài bướm đêm trong họ Geometridae.